# Turó de les Martines
El Turó de les Martines és una muntanya de 166 metres que es troba al municipi d'Ullastrell, a la comarca del Vallès Occidental.